# Bury FC
A Bury Football Club egy angliai labdarúgóklub Bury városában, Manchester közelében. A csapat jelenleg a negyedosztályban szerepel.

## Klubtörténelem
A Bury FC-t 1885-ben alapították. 1889-ben a Lancashire League alapító tagja volt, majd 1894-ben csatlakoztak a Football League 2. divíziójához, amit elsőre megnyertek. Az élvonalba kerüléshez a rájátszáson a Liverpool-t győzték le, és egészen 1912-ig az első osztályban maradtak.

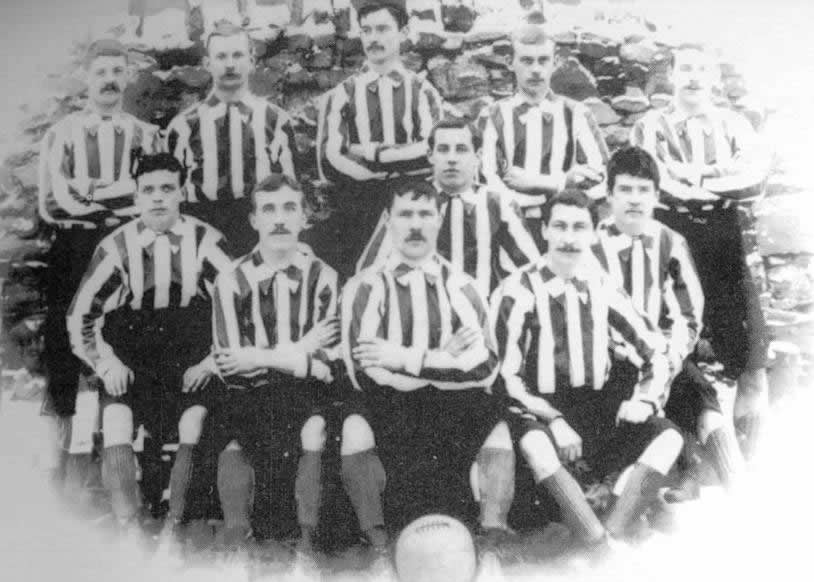
Az 1892-es csapat

A csapat 1900. április 21-én megnyerte története első FA-kupáját, mikor a döntőben a Southamptont győzték le 4–0-ra. Második győzelmüket 1903-ban ünnepelhették, akkor a Derby County volt az ellenfelük, az április 18-ai döntőben 6–0-ra nyertek. Ez máig rekord az FA-kupa-döntőkben.
1923-ban ismét felkerültek az élvonalba, és 1926-ban megszerezték legmagasabb bajnoki pozíciójukat, a 4 helyet. Két évvel később azonban újra kiestek az első osztályból, és soha nem is tértek vissza. A csapat a 2018-2019-es idény végén feljutott ugyan a League One-ba, de az Angol labdarúgó-szövetség a következő idény elején anyagi gondjai miatt kizárta a klubot a harmadosztályból.
A csapat riválisai a Bolton Wanderers, az Oldham Athletic, a Rochdale és a Stockport County FC.

## Stadion
A csapat stadionja a Gigg Lane, alapításuk óta itt játsszák hazai mérkőzéseiket. Az első mérkőzést 1885. szeptember 12-én rendezték, a Bury barátságos mérkőzésen fogadta a Wigant, és győzött 4–3-ra. Az első Football League mérkőzést 1894. szeptember 8-án játszották a stadionban, a Bury a Manchester City-vel játszott a másodosztályban, és 4–2-re nyertek 7 070 néző előtt.

## Sikerek
- Angol kupa-győztes – 1900, 1903
- Angol ligakupa elődöntős – 1963
- Lancashire kupa-győztes – 1892, 1899, 1903, 1906, 1926, 1958, 1983, 1987
- Lancashire Junior kupa-győztes – 1890
- Manchester kupa-győztes – 1894, 1896, 1897, 1900, 1903, 1905, 1925, 1935, 1951, 1952, 1968

## Rekordok
- Rekord bajnoki győzelem: 8-0 a Tranmere Rovers ellen, 1970. január 10.
- Rekord győzelem kupában: 12-1 a Stockton ellen, FA-kupa 1. kör visszavágó, 1897. február 2.
- Rekord vereség: 0-10 a Blackburn Rovers ellen, FA-kupa, 1887. október 1.; 0-10 a West Ham United ellen, FL kupa 2 kör 1982. október 25.
- Legtöbb gól egy szezonban: Craig Madden, 35 gól, 1981-82
- Legtöbb gól összesen: Craig Madden, 129 gól, 1978-86
- Legtöbb bajnoki mérkőzés: Norman Bullock 506 mérkőzés, 1920-35
- Rekord nézőszám: 35 000 a Bolton Wanderers ellen,  FA-kupa 3. kör, 1960. január 9.
- Rekord átigazolás (kapott összeg): 1,1 millió font, David Johnson az Ipswich Town-hoz, 1997 november
- Rekord átigazolás (fizetett összeg): 300 000 font, Chris Swailes az Ipswich Town-tól, 1997 november

## Játékosok
2011. július 20. szerint

### Jelenlegi keret
| #  |       | Poszt | Név               |
| -- | ----- | ----- | ----------------- |
| 30 | angol | K     | Cameron Belford   |
| 2  | angol | V     | Phil Picken       |
| 3  | ír    | V     | Joe Skarz         |
| 5  | angol | V     | Adam Lockwood     |
| 6  | skót  | KP    | Peter Sweeney     |
| 7  | angol | KP    | David Worrall     |
| 8  | angol | KP    | Steven Schumacher |
| 13 | angol | KP    | Mark Carrington   |
| 10 | angol | CS    | Andy Bishop       |
| 11 | angol | KP    | Marshall Marcus   |
| 12 | angol | CS    | Lennel John-Lewis |

| #  |         | Poszt | Név                  |
| -- | ------- | ----- | -------------------- |
| 14 | angol   | CS    | Harrard Shaun        |
| 15 | angol   | CS    | Elford-Alliyu Lateef |
| 16 | Nigéria | V     | Efe Sodje            |
| 17 | angol   | V     | Mark Hughes          |
| 18 | angol   | KP    | Max Harrop           |
| 1  | ír      | K     | Trevor Carson        |
| 21 | angol   | KP    | Andrai Jones         |
| 24 | wales   | KP    | Anthony Williams     |
| 26 | angol   | KP    | Luke McCarthy        |
| 29 | angol   | KP    | Max Harrop           |

### Jelentős játékosok
| Benin - Laurent D'Jaffo Anglia - Joe Bacuzzi - Colin Bell - Luther Blissett - Stan Bowles - Norman Bullock - Lee Dixon - Martin Dobson - Derek Fazackerley - Garry Flitcroft - Les Hart - Billy Hibbert | - Keith Kennedy - David Lee - Alec Lindsay - Chris Lucketti - Terry McDermott - Archie Montgomery - David Nugent - Jack Pray - Peter Reid - Charlie Sagar India - Baichung Bhutia Észak-Írország - Sammy McIlroy - Danny Wilson - Derek Spence | Írország - Bill Gorman - Paddy Kenny - Dean Kiely Skócia - George Ross Törökország - Colin Kazim-Richards Wales - Brian Flynn - Glyn Garner - Neville Southall Zimbabwe - Bruce Grobbelaar |

## Edzők
| - T Hargreaves 1887 - H S Hamer 1887–1907 - Archie Montgomery 1907–1915 - William Cameron 1919–1923 - James Hunter 1923–1927 - Percy Smith 1927–1930 - Arthur Paine 1930–1934 - Norman Bullock 1934–1938 - Charlie Dean 1938–1944 - Jimmy Porter 1944–1945 - Norman Bullock 1945–1949 - John McNeill 1950–1953 | - Dave Russell 1953–1961 - Bob Stokoe 1961–1965 - Bert Head 1965–1966 - Les Shannon 1966–1969 - Jack Marshall 1969 - Les Hart 1970 - Tommy McAnearney 1970–1972 - Allan Brown 1972–1973 - Bobby Smith 1973–1977 - Bob Stokoe 1977–1978 - David Hatton 1978–1979 - Dave Connor 1979–1980 | - Jim Iley 1980–1984 - Martin Dobson 1984–1989 - Sam Ellis 1989–1990 - Mike Walsh 1990–1995 - Stan Ternent 1995–1998 - Neil Warnock 1998–1999 - Steve Redmond 1999–2000 - Andy Preece 2000–2003 - Graham Barrow 2003–2005 - Chris Casper 2005–2008 - Chris Brass 2008 - Alan Knill 2008– |